# Лис, Виктор Милентьевич
Виктор Милентьевич Лыс (укр. Віктор Мілентійович Лис; род. 1 августа 1957, Ясеново Второе, Одесская область) — советский и украинский тренер по лёгкой атлетике. Тренер сборных СССР и Украины на Параолимпийских играх. Тренер донецкого регионального центра по физической культуре и спорту лиц с инвалидностью «Инваспорт». Президент Федерации лёгкой атлетики Донецкой области.

## Биография
Родился 1 августа 1957 года в селе Ясеново Второе Одесской области. Учился в Ясиновской средней общеобразовательной школе, которую окончил в 1974 году.
Поступил на факультет физического воспитания Одесского педагогического института им. К. Д. Ушинского. Окончив вуз в 1978 году, был призван в Вооружённые силы СССР, где служил в течение двух лет. Демобилизовавшись стал тренером лёгкой атлетики в ДЮСШ отдела образования Артёмовска. Закончил работать в ДЮСШ в 1991 году в должности старшего тренера. С 1991 года — председатель комитета по физической культуре и спорту Бахмутского городского совета (до 2016 — Артёмовского).
Параллельно с ДЮСШ и комитетом горсовета работал тренером лёгкой атлетики параолимпийской сборной СССР, а затем Украины. Отвечал за подготовку сборной СССР по лёгкой атлетики на Параолимпийских играх 1988 года в Сеуле. После этого являлся тренером украинской легкоатлетической сборной. С 1996 года — главный тренер сборной Украины по лёгкой атлетике. Тренировал спортсменов на Параолимпиаде 1996 года в Атланте, 2000 года в Сиднее, 2004 года в Афинах, 2008 года в Пекине, 2012 года в Лондоне и 2016 года в Рио-де-Жанейро. Под его руководством призёрами Параолимпийских игр и чемпионатов мира становились М. Забила, Василий Лищинский, Дмитрий Ибрагимов, Александр Мохир, Владимира Поддубный и Татьяна Якибчук.
После серебра Татьяны Якибчук на чемпионате мира 2006 года президент Украины Виктор Ющенко назначил Лису годичную стипендию в размере 6 тысяч гривен. За третье место Дмитрия Ибрагимова на чемпионате мира 2015 года президент Пётр Порошенко наградил Лиса стипендией в размере 7 тысяч гривен.
С 2015 года возглавляет Федерацию лёгкой атлетики Донецкой области. Член исполнительного комитета отделения Национального олимпийского комитета Украины в Донецкой области.
В 2004 году с «отличием» окончил Национальную академию государственного управления при Президенте Украины.

## Награды и звания
- Мастер спорта СССР (1980)[2]
- Заслуженный тренер УССР (1988)[2]
- Заслуженный тренер СССР (1990)[2]
- Орден «За заслуги III степени» (1997)[2]
- Заслуженный работник физической культуры и спорта Украины (3 декабря 2001) — за самоотверженный труд, активную жизненную позицию, личный вклад в реализацию государственной политики социальной защиты инвалидов[9]
- Почётная грамота Кабинета Министров Украины (21 августа 2003) — за выдающиеся достижения в сфере физической культуры и спорта среди инвалидов и по случаю 10-летия со дня основания системы «Инваспорт»[10]
- Орден «За заслуги II степени» (7 октября 2008) — за значительный личный вклад в развитие паралимпийского движения, подготовку спортсменов международного класса, обеспечение высоких спортивных результатов национальной сборной командой Украины среди спортсменов-инвалидов на XIII летних Паралимпийских играх в Пекине[11]
- Победитель городского конкурса «Человек года 2009» в номинации «За достижения в спорте»[12]
- Медаль «За труд и доблесть» (17 сентября 2012) — за достижение высоких спортивных результатов на XIV летних Паралимпийских играх в Лондоне, проявленное мужество, самоотверженность и волю к победе, подъём международного авторитета Украины[13]

## Личная жизнь
Супруга — Елена Анатольевна Лис. Согласно декларации за 2019 года, поданной в качестве начальника управления по вопросам физической культуры и спорта Бахмутского городского совета, владеет квартирой, двумя земельными участками и гаражом в Бахмуте.